# Junge Anarchisten
Die Zeitschrift Junge Anarchisten war das Presseorgan der Syndikalistischen Anarchistischen Jugend Deutschlands (SAJD), erschienen von 1923 bis 1932.

## Geschichte
Die SAJD, gegründet 1922, war eine Jugendorganisation der Freien Arbeiter-Union Deutschlands (FAUD) und die Jungen Anarchisten ihr Organ. „Insbesondere die Jugendorganisation der FAUD, die ‚Syndikalistisch-anarchistische Jugend Deutschlands‘ (SAJD) mit ihrer Zeitschrift ‚Junge Anarchisten‘ (1923–1931), engagierte sich aktiv im Kampf gegen den Autoritarismus der Präsidialkabinette und den heraufziehenden Faschismus und forderte die jungproletarische Einheitsfront gegen die braune Gefahr.“ Als unabhängige Jugendorganisation wurde die SAJD auf dem 14. Jahreskongress der FAUD anerkannt. Offiziell löste sich die FAUD kurz vor der Machtübernahme der Nationalsozialisten auf und wirkte im Untergrund weiter als die Schwarze Scharen. Nach 1945 wurde von den Anarcho-Syndikalistischen Jugendgruppen (ASJ) die Theorie und Praxis der SAJD weitergeführt.
Vorgänger der Junge Anarchisten waren die Zeitschriften Der Fortschrittspionier der jungen kommunistischen Anarchisten in Ostsachsen sowie Flammenzeichen. Der Fortschrittspionier erschien 1923 mit wahrscheinlich einer Ausgabe in Dresden und wurde redaktionell betreut von Walter Kleschetzky und Willy Ermer. Ermer beteiligte sich ebenfalls bei der Redaktion der Junge Anarchisten. Die Zeitschrift Flammenzeichen erschien ebenfalls 1923 mit dem Untertitel Zeitschrift der bakunistischen Junganarchisten, in Anlehnung an den russischen Revolutionär Michael Bakunin. Sie erschien mit zwei Ausgaben. Walter Lenz war der Herausgeber, nach eigener Aussage für die „Syndikalistisch-anarchistische Jugend“. Der Fortschrittspionier wurde in die Nr. 2 von Flammenzeichen aufgenommen. Beide Zeitschriften wurden mit der Junge Anarchisten fortgesetzt.
In der Nr. 1 von die Junge Anarchisten wurde eine „Richtigstellung“ veröffentlicht: „In der Nr. 34 des Syndikalist steht unter eingegangene Druckschriften: daß Nr. 2 der Flammenzeichen erschienene Blatt der syndikalistischen, anarchistischen Jugend mit Redaktion Walter Lenz (Dresden). Wir müssen aus organisatorischen und anderen Gründen unbedingt feststellen: daß die Flammenzeichen nicht als Organ der syndikalistischen, anarchistischen Jugend Deutschlands gegolten haben. Die RIST hat auf keinen Fall etwas damit zu tun“. Herausgeber der Zeitschrift waren Otto Klemm und Georg Hepp. Mit einer Auflage von 5000 Exemplaren (1924) erschien das Blatt zuerst monatlich, später unregelmäßig mit Veröffentlichungen von unter anderem Max Hilse, Richard Busse, Helmut Rüdiger, Karl Keiderling (Pseudonym für Paul Albrecht), Peter Kropotkin, Herbert Wehner, Willy Ermer. Die Erscheinungsorte waren Berlin, Dresden, Offenbach, Leipzig und andere. Die Nr. 8 brachte einen Aufruf An die proletarische Jugend.
Mit den Nachfolgezeitschriften Der junge Rebell (Erfurt) und Der junge Kämpfer (Köln), beide erschienen von 1932 bis 1933, erschien 1932 die letzte Ausgabe der Junge Anarchisten.

## Archive
- Junge Anarchisten: Organ der Syndikalistisch-Anarchistischen Jugend Deutschlands. Im Internationalen Institut für Sozialgeschichte (IISG, Amsterdam). Die Junge Anarchisten: 1.1923/24 H.1,2,5–7, 2.1925 H.1–12, 3.1926 H.1–7/8, 4.1927 H.1–5, 5.1928 H.1,2,3 (mit Beilage),4, 6.1929 H.1,2,5,7,8, (mit Beilage), 7.1930 H.1–4, 8.1931 H.1–3: SIGN.: ZK 1106